# Língua tapayuna
Tapayuna ou kajkwakratxi é uma língua falada pelo povo indígena Tapayuna (também conhecido como beiço de pau ou suyá ocidentais e autodenominados kajkwakratxis, “os do começo do céu, leste”) que pertence ao tronco linguístico Macro-Jê, família Jê. A língua é atualmente falada na aldeia do seu próprio povo, Kawêrêtxikô (localizada na Terra Indígena Kapôt-Jarina), e na aldeia do povo Suyá, Ngôsôgô (localizada na Terra Indígena Wawi), ambas ao norte do estado do Mato Grosso. Em 2015, a língua possuía menos de 100 falantes na aldeia Kawêrêtxikô e um número desconhecido de falantes na aldeia Ngôsôgô. Atualmente, a língua está em risco de extinção por conta do baixo número de falantes e por ter sofrido grande influência de outras línguas predominantes (Kayapó, Suyá e português) na região onde era e ainda é falada.

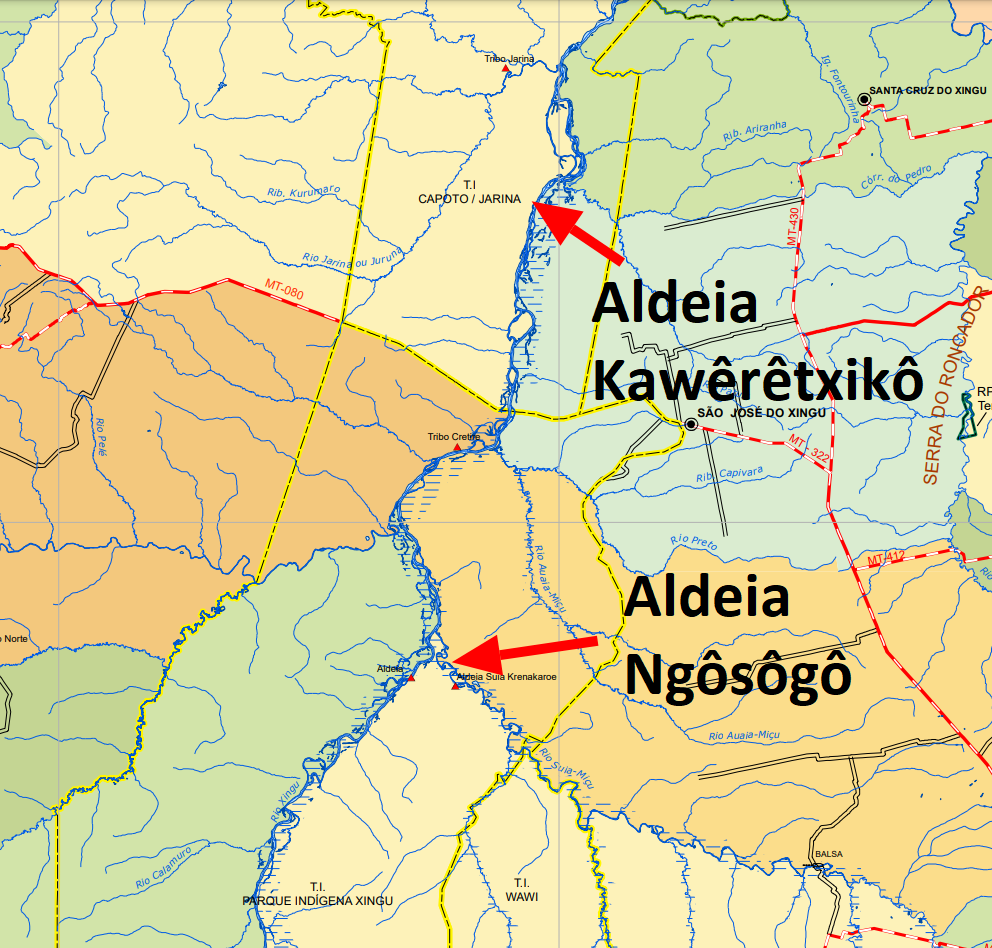
Mapa das aldeias onde a língua tapayuna é falada

No geral, a língua tem muitas similaridades com as línguas Suyá e Kayapó, também da família Jê. Apesar das antigas afirmações de que o Tapayuna era virtualmente idêntico ao Suyá, hoje já há evidências que atestam as diferenças.
Mesmo havendo alguns estudos comparativos entres as línguas Jê, há poucos dados e estudos sobre a língua Tapayuna em si. A maioria das informações foi retirada dos estudos da professora Dra. Nayara da Silva Camargo.      

## História
A história da língua Tapayuna é conturbada em razão do etnocídio presente na história do seu povo.
Até a década de 1960, o povo vivia relativamente bem na região próxima ao rio Arinos, onde atualmente é o município de Diamantino, no Estado de Mato Grosso, em aproximadamente 10 aldeias. Na época, a população Tapayuna era estimada em 400 indígenas, de acordo com estudos de Anthony Seeger (1974). Porém, por conta da rica natureza do local, a região virou alvo de seringueiros, madeireiros e garimpeiros, que queriam tomar posse do território. Após os numerosos conflitos, os somente 41 Tapayunas restantes foram transferidos para o Parque Indígena do Xingu pela FUNAI no início da década de 70. Com isso, o povo passou a ter intenso contato com o povo Kı͂sêdjê (Suyá), que habitava a região. Após um período, no final da década de 80, os Tapayuna se mudaram para a aldeia Me͂tyktire, território Me͂be͂ngôkre (Kayapó), ficando ali até 2009. Como consequência do contato com outros povos que eram predominantes na região onde habitavam, a língua e os costumes Tapayuna foram sendo retraídos e deixados de lado. Inclusive, na escola da aldeia Me͂tyktire, apenas o português e a língua Me͂be͂ngôkre eram ensinados pois os Tapayuna preferiam assim. Muitos Kajkwakhratxi falavam apenas Kayapó ou Suyá por causa do contato e da semelhança entre elas.
Exemplos que evidenciam a semelhança entre as línguas Tapayuna, Kı͂sêdjê e Me͂be͂ngôkre:
| Português | Kı͂sêdjê | Me͂be͂ngôkre | Tapayuna |
| --------- | ------- | ---------- | -------- |
| eu        | pa/ wa  | ba         | wa       |
| água      | ŋgo     | ŋo         | ŋgo      |
| osso      | si      | ʔi         | ti       |
| barriga   | tu      | tu         | thu      |
| caminho   | hrɨ     | prɨ        | hrɨ      |

### História atual
Em 2009, o povo Kajkwakhratxi fundou sua própria aldeia, Kawêrêtxiko, na Terra Indígena Kapoto Jarinã e migrou para lá. Nessa época, o povo teve a percepção de que a sua língua tradicional sofria perigo e adquiriu um grande interesse em conservá-la, bem como sua cultura. Desde então, um projeto de revitalização da sua língua e cultura vem sendo desenvolvido, com o ensino da língua aos mais jovens, canto de músicas, narração de histórias tradicionais etc.  Na aldeia, foi aberta a Escola Gôrônã, onde cerca de 60 crianças aprendiam Tapayuna e Kayapó em 2015, enquanto os adultos aprendem também o português.

## Fonética

### Consoantes
Há 15 fonemas consonantais na língua, representados na tabela abaixo:
|                  | Bilabial | Alveolar | Pós- alveolar | Retro- flexo | Palatal | Velar | Glotal |
| ---------------- | -------- | -------- | ------------- | ------------ | ------- | ----- | ------ |
| Nasal            | m        | n        |               |              | ɲ       | ŋ     |        |
| Oclusiva         |          | t        |               | ʈ            |         | k     |        |
| Fricativa        |          |          |               |              |         |       | h      |
| Africada         |          |          | tʃ            |              |         |       |        |
| Aproximante      |          |          |               |              | j       |       |        |
| Vibrante simples |          | ɾ        |               |              |         |       |        |

A língua também possui consoantes labializadas, indicadas abaixo:
|             | Alveolar | Velar | Glotal |
| ----------- | -------- | ----- | ------ |
| Labializada | tʷ       | kʷ    | kʷ     |

Além dessas, a língua também conta com a consoante complexa w, aproximante velar labializada sonora.
A ausência de consoantes oclusivas bilabiais (p e b) é justificada por um fenômeno fonético. Isso é: a transformação de consoantes labiais de outras línguas Jê em consoantes glotais (h e hʷ) no Tapayuna. Abaixo seguem alguns exemplos desse fenômeno em relação à língua Me͂be͂ngôkre:
| Português | Me͂be͂ngôkre | Tapayuna |
| --------- | ---------- | -------- |
| urucum    | pɨ         | hʷɨ      |
| tamanduá  | pʌt        | hʷʌtʃi   |
| braço     | pa         | hʷa      |

### Vogais

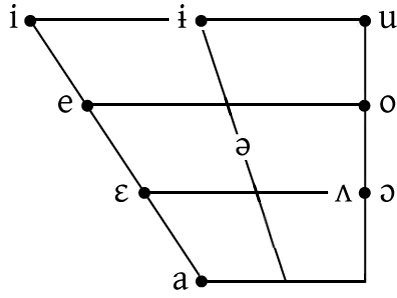
Fonemas vocálicos no Tapayuna

##### Orais
Há 10 fonemas vocálicos orais na língua, representados na tabela abaixo:
|             | Anterior | Central | Posterior |
| ----------- | -------- | ------- | --------- |
| Fechada     | i •      | ɨ •     | • u       |
| Semifechada | e •      |         | • o       |
| Média       |          | ə       |           |
| Semiaberta  | ɛ •      |         | ʌ • ɔ     |
| Aberta      | a •      |         |           |

#### Nasais
Há 6 fonemas vocálicos nasais na língua, representados na tabela abaixo:
|             | Anterior | Central | Posterior |
| ----------- | -------- | ------- | --------- |
| Fechada     | ĩ        | ɨ̃       | ũ         |
| Semifechada | ẽ        |         | õ         |
| Semiaberta  |          | ɐ̃       |           |

## Escrita
Como existem poucos estudos sobre a língua Tapayuna, ela ainda não possui um sistema de escrita oficial documentado. Todo o escrito aqui foi feito a partir da transcrição fonética da fala, com base no Alfabeto Fonético Internacional. No período de 2003 a 2006 a professora Dra. Marília Ferreira, da Universidade Federal do Pará realizou trabalhos com o objetivo de elaborar um sistema de escrita da língua. No entanto, não foi possível que o trabalho fosse continuado.

## Gramática
A língua Tapayuna apresenta 8 classes de palavra, sendo 3 abertas (que permitem a inclusão de novas palavras) e 5 fechadas (são compostas de um número fixo e limitado de palavras), divididas da seguinte forma:
- classes abertas: nome, verbo, advérbio
- classes fechadas: elementos pronominais, palavras para número, posposições, conjunções, partículas

### Nome

#### Pronomes pessoais
No Tapayuna, a distinção de número existente nos pronomes é entre singular, dual, paucal (poucos, mas mais que 2) e plural, diferentemente da língua portuguesa, a qual possui apenas o singular e o plural. Além disso, a 1ª pessoa do plural apresenta duas formas: a exclusiva (referente ao falante e um terceiro) e a inclusiva (referente ao falante e ao ouvinte). 
Na língua, há duas classes de pronomes pessoais: os independentes e os dependentes, que diferem no uso atribuído a cada um.

##### Pronomes pessoais independentes
Os pronomes independentes ocorrem como sujeito de orações verbais (intransitivas e transitivas) e de orações de núcleo não verbal. Não ocorrem como objeto de orações transitivas e não ocupam o lugar de núcleo do objeto de posposição, diferentemente dos nomes. Para eles, não foi encontrada marca de 3ª pessoa.
|          |                     | Independentes |
| -------- | ------------------- | ------------- |
| Singular | 1ª pessoa           | wa            |
| Singular | 2ª pessoa           | ka            |
| Singular | 3ª pessoa           | Ø             |
| Dual     | 1+2                 | ko            |
| Plural   | 1ª pessoa inclusiva | kowa          |
| Plural   | 1ª pessoa exclusiva | ajwa          |
| Plural   | 2ª pessoa           | ajka          |
| Plural   | 3ª pessoa           | Ø             |
| Paucal   | 1ª pessoa           | waj           |
| Paucal   | 2ª pessoa           | kaj           |

Quando esses pronomes são sujeitos de orações transitivas e intransitivas, sua expressão aparece na frase em uma primeira forma acompanhada de um marcador de tópico seguida da segunda forma, essa sem complemento para marcar o sujeito. 
Exemplos de pronomes pessoais independentes em frases:
| 1. | wa                                                         | -n  | wa  | i-     | ŋgo    |      |      |       |
|    | 1SG                                                        | TOP | 1SG | 1SG    | molhar |      |      |       |
|    | "eu estou molhado" / Literal: "eu, eu estou molhado"       |     |     |        |        |      |      |       |
|    |                                                            |     |     |        |        |      |      |       |
| 2. | ka                                                         | -t  | ka  | wı͂tʃi  | wı͂     |      |      |       |
|    | 2SG                                                        | TOP | 2SG | jacaré | matar  |      |      |       |
|    | "você matou jacaré" / Literal: "você, você matou jacaré"   |     |     |        |        |      |      |       |
|    |                                                            |     |     |        |        |      |      |       |
| 3. | ajka                                                       | -t  | ka  | uhʌtʃi | wĩ     |      |      |       |
|    | 2PL                                                        | TOP | 2SG | anta   | matar  |      |      |       |
|    | "vocês mataram anta" / Literal: "vocês, você mataram anta" |     |     |        |        |      |      |       |
|    |                                                            |     |     |        |        |      |      |       |
| 4. | kowa                                                       | -r  | ko  | a-     | ɲ-     | õ    | tute | wɨ    |
|    | 1PLi                                                       | TOP | 1+2 | 2SG    | REL    | POSS | arco | pegar |
|    | "nós pegamos o seu arco"                                   |     |     |        |        |      |      |       |

Normalmente, o pronome independente topicalizado tem concordância em número com o sujeito, mas há exceções no plural. Abaixo estão descritas as concordâncias de número em relação aos pronomes:
| Concordância entre as formas dos pronomes independentes no singular | Concordância entre as formas dos pronomes independentes no singular |
| Tópico Singular                                                     | Sujeito Singular                                                    |
| ------------------------------------------------------------------- | ------------------------------------------------------------------- |
| wa (1ª pessoa)                                                      | wa (1ª pessoa)                                                      |
| ka (2ª pessoa)                                                      | ka (2ª pessoa)                                                      |
| Ø (3ª pessoa)                                                       | Ø (3ª pessoa)                                                       |
| Concordância entre as formas dos pronomes independentes no plural   |                                                                     |
| Tópico Plural                                                       | Sujeito                                                             |
| kowa (1ª pessoa inclusiva)                                          | ko (1+2)                                                            |
| kowa (1ª pessoa inclusiva)                                          | waj (1ª pessoa paucal)                                              |
| ajwa (1ª pessoa exclusiva)                                          | wa (1ª pessoa singular)                                             |
| ajwa (1ª pessoa exclusiva)                                          | waj (1ª pessoa paucal)                                              |
| ajka (2ª pessoa)                                                    | ka (2ª pessoa singular)                                             |
| ajka (2ª pessoa)                                                    | kaj (2ª pessoa paucal)                                              |
| Ø (3ª pessoa)                                                       | Ø (3ª pessoa)                                                       |

##### Pronomes pessoais dependentes
Esses pronomes acontecem precedidos a nomes possuíveis, verbos e posposições. Eles incluem formas para 1ª, 2ª e 3ª pessoa do singular, 1ª pessoa do plural (inclusiva e exclusiva) e 2ª pessoa do plural. Não foram encontradas marcas para o dual e paucal.
|          |                     | Dependentes |
| -------- | ------------------- | ----------- |
| Singular | 1ª pessoa           | i-          |
| Singular | 2ª pessoa           | a-          |
| Singular | 3ª pessoa           | ku-         |
| Plural   | 1ª pessoa inclusiva | wa-         |
| Plural   | 1ª pessoa exclusiva | adʒi-       |
| Plural   | 2ª pessoa           | aja-        |
| Plural   | 3ª pessoa           | Ø           |

Os pronomes pessoais dependentes ocorrem como:
- possuidor de nomes de posse alienáveis e inalienáveis (no último, seguido de prefixo relacional e do classificador de posse {õ})

| 1. | i-           | Ø   | nɔ   |      |
|    | 1SG          | REL | olho |      |
|    | "meu olho"   |     |      |      |
| 2. | adʒi-        | ɲ-  | õ    | tute |
|    | 1PLe         | REL | POSS | arco |
|    | "nosso arco" |     |      |      |

- sujeito de verbos intransitivos estativos

| i-                                    | nrã        | tʃi |
| 1SG                                   | estar.sujo | INT |
| "eu estou muito sujo / eu estou sujo" |            |     |

- objeto de verbos transitivos

| ka-                                       | -r  | ka  | i-  | wũ  |
| 2SG                                       | TOP | 2SG | 1SG | ver |
| "você me viu" / Lit.: "você, você me viu" |     |     |     |     |

- objeto de posposições

| itha                       | [a- | we] | tute | wɨ    |
| DEM                        | 2SG | MAL | arco | pegar |
| "ele pegou o arco de você" |     |     |      |       |

- marca de correferente do sujeito com o verbo intransitivo ativo (ocorre de maneira similar ao sujeito em orações intransitivas estativas)

| (...) ku-                               | wõ | nı͂haj | ɲõrõ (...) |
| 3SG                                     | ir | lá    | dormir     |
| "ele vai lá dormir / lá ele vai dormir" |    |       |            |

- com sujeito de uma oração transitiva, acrescidos da marca de caso ergativo

| kere,                        | ka  | a-  | rɛ  | wı͂tʃi  | wı͂rı͂  | kere |
| 3SG                          | 2SG | 2SG | ERG | jacaré | matar | NEG  |
| "não, você não matou jacaré" |     |     |     |        |       |      |

Além desses usos, o pronome pessoal dependente da 3ª pessoa do singular {ku-} também pode aparecer como co-referência com o objeto que foi deslocado de sua posição padrão (SOV). Exemplo:
| tew                | na  | wa  | ku  | khre͂  |
| peixe              | TOP | 1SG | 3SG | comer |
| "peixe, eu o comi" |     |     |     |       |

#### Prefixos relacionais
Os prefixos relacionais normalmente estão ligados à relação de posse e estão presentes em línguas Tupí, porém também aparecem em algumas línguas do Tronco Macro-Jê. Em Tapayuna, há dois tipos de prefixos relacionais, cujos usos e funções estão indicados abaixo:
| Característica                          | Possuidor expresso imediatamente antes do possuído na locução; marca a relação sintagmática entre o possuído e seu possuidor | Possuidor de 3ª pessoa deslocado da sua posição original; marca a co-referência entre este possuidor deslocado e o nome possuído e a forma citacional |
| --------------------------------------- | --- | --- |
| Nomes possuídos inciados por vogal      | {j- ~ɲ-} | {t-} |
| Nomes possuídos iniciados por consoante | Ø | Ø (Apenas na forma citacional. Ver exemplo 5 e 6) |

O prefixo {j- ~ɲ-} também relaciona o verbo com seu objeto nominal, assim como com os nomes e seus possuidores (ver exemplo 4). 
O uso de {j-} e {ɲ-} se diferencia a partir da fonética da frase. Quando o possuído se inicia com vogal nasal, usa-se {ɲ-}, de resto, usa-se {j-}.
Quando o prefixo {t-} aparece prefixado a nomes inalienavelmente possuídos, ele adquire significado citacional definido apenas pelo contexto (ver exemplo 5). Quando o demonstrativo o antecede, este indica 3ª pessoa (ver exemplo 6).
Exemplos de prefixos relacionais em frases:
| 1. | hwı͂                          | j-                           | are                          |  | 2. | a-                                                       | ɲ-                                                       | õthɔ                                                     |                                                          |                                                          |              |
|    | pau                          | REL                          | raiz                         |  |    | 2SG                                                      | REL                                                      | língua                                                   |                                                          |                                                          |              |
|    | "raiz do pau"                | "raiz do pau"                | "raiz do pau"                |  |    | "tua língua"                                             | "tua língua"                                             | "tua língua"                                             |                                                          |                                                          |              |
|    |                              |                              |                              |  |    |                                                          |                                                          |                                                          |                                                          |                                                          |              |
| 3. | i-                           | Ø                            | hrõ                          |  | 4. | kukwɘj                                                   | wã                                                       | [karõ                                                    | ɲ-                                                       | ı͂hwere]                                                  |              |
|    | 1SG                          | REL                          | esposa                       |  |    | macaco                                                   | BEN                                                      | imagem                                                   | REL                                                      | fazer                                                    |              |
|    | "minha esposa"               | "minha esposa"               | "minha esposa"               |  |    | "desenhe o macaco" / Lit.: "para macaco, fazer a imagem" | "desenhe o macaco" / Lit.: "para macaco, fazer a imagem" | "desenhe o macaco" / Lit.: "para macaco, fazer a imagem" | "desenhe o macaco" / Lit.: "para macaco, fazer a imagem" | "desenhe o macaco" / Lit.: "para macaco, fazer a imagem" |              |
|    |                              |                              |                              |  |    |                                                          |                                                          |                                                          |                                                          |                                                          |              |
| 5. | t-                           | ĩjakhrɛ                      |                              |  | 6. | Ø                                                        | twa                                                      |                                                          | itha                                                     | Ø                                                        | twa          |
|    | REL                          | nariz                        |                              |  |    | REL                                                      | dente                                                    |                                                          | DEM                                                      | REL                                                      | dente        |
|    | "nariz" ou "nariz de alguém" | "nariz" ou "nariz de alguém" | "nariz" ou "nariz de alguém" |  |    | "dente" ou "dente dele"                                  | "dente" ou "dente dele"                                  |                                                          | "dente dele"                                             | "dente dele"                                             | "dente dele" |

#### Relações de posse
A relação de posse em Tapayuna é indicada por meio do prefixo relacional e da adição de um morfema de posse, a depender da classe semântica do nome. Os nomes na língua subdividem-se em três classes semânticas:
- Nomes inalienavelmente possuídos: relativos a atributos e parentescos, não podem ser dissociados do possuidor.
- Nomes alienavelmente possuídos: relativos a utensílios no geral, podem ser dissociados do possuidor.
- Nomes não possuídos: relativos a pessoas, nomes de animais e plantas e elementos relacionados aos fenômenos da natureza

##### Nomes inalienavelmente possuídos
A relação de posse com esses nomes é estabelecida a partir da expressão do nome possuído acrescido do prefixo relacional e imediatamente após o possuidor, o qual aparece como nome ou como pronome dependente.
Exemplos de nomes inalienavelmente possuídos:
| 1. | i-              | Ø   | khrã   |  |
|    | 1SG             | REL | cabeça |  |
|    | "minha cabeça"  |     |        |  |
|    |                 |     |        |  |
| 2. | rɔw             | ɲ-  | ɨkɔwɔ  |  |
|    | onça            | REL | garra  |  |
|    | "garra da onça" |     |        |  |

##### Nomes alienavelmente possuídos
Com esses nomes, a relação de posse é estabelecida a partir da formação de uma locução nominal ou pronominal {prefixo relacional + morfema de posse {õ}}, sucedida pelo nome possuído alienável. Esse morfema de posse é muito comum em outras línguas da família Jê, como a Kı͂sêdjê, Me͂be͂ngôkre, Parkatêjê e Apãniekra.
Como o morfema de posse é uma vogal nasal, acontece um fenômeno fonético de extensão da nasalização, fazendo com que o prefixo relacional {j-} vire {ɲ-}. Exemplos de nomes alienavelmente possuídos:
| 1. | aja                 | ɲ-  | õ    | khruwa |
|    | 2PL                 | REL | POSS | flecha |
|    | "tuas flechas"      |     |      |        |
|    |                     |     |      |        |
| 2. | we͂rɔwakane          | ɲ-  | õ    | khruwa |
|    | cacique             | REL | POSS | flecha |
|    | "flecha do cacique" |     |      |        |

##### Nomes não possuídos
Não é possível estabelecer uma relação de posse com esses nomes, uma vez que eles não são possuídos. Eles não são precedidos por possuidor.
Exemplo de nome dessa subclasse:
| khogo   |
| "vento" |

#### Derivação
A derivação em Tapayuna acontece por sufixação ou por composição (combinação entre as raízes). Existem dois tipos de sufixos e três tipos de combinações, descritos abaixo.

##### Diminutivo
Para transformar um nome no diminutivo, basta adicionar o sufixo {-tĩ} (mais recorrente) ou o sufixo {-rɛ}. Também podem ocorrer juntos {-tĩrɛ} significando "muito pequeno". Exemplos: 
| tara | "asa" | → | taratĩ   | = "asa pequena, asinha" |
| tara | "asa" | → | taratĩrɛ | = "asa muito pequena"   |

##### Nominalizador
É o tipo de sufixo que transforma um nome ou um verbo em outro nome, a partir da combinação entre eles. Em Tapayuna, há dois tipos: 
- {-tʌ}: nominalizador de ação, origina um instrumento ou local. Estrutura: (nome +) verbo + -tʌ. Exemplos:

| 1. | kahõj  | + | -tʌ    |   |      | → | kahõjtʌ  | = "vassoura" |
|    | varrer |   | NMZD*  |   |      |   |          |              |
| 2. | wɨt    | + | wəj    | + | -tʌ  | → | wɨtwəjtʌ | = "relógio"  |
|    | sol    |   | saber  |   | NMZD |   |          |              |
| 3. | we͂     | + | khrĩ   | + | -tʌ  | → | we͂khrĩtʌ | = "banco"    |
|    | gente  |   | sentar |   | NMZD |   |          |              |

- {-kane}: nominalizador de ação; origina um agente/ profissão. Estrutura: (nome +) verbo + -kane. Exemplo:

| hwı͂totok | + | kane | → | hwı͂totokkane | = "professora" |
| estudar  |   | NMZD |   |              |                |

##### Derivação por composição
Foram encontrados três tipos de combinações de raízes: nome + nome; nome + verbo transitivo e nome + verbo intransitivo estativo (ser algo), os quais são feitos com essa mesma estrutura e originam nomes ou adjetivos. Exemplos: 
| 1. | nrɨ   | + | kı͂      | → | nrɨkı͂     | = "pelo"   |
|    | bicho |   | cabelo  |   |           |            |
| 2. | hwı͂to | + | togo    | → | hwı͂totogo | = "papel"  |
|    | folha |   | saber   |   |           |            |
| 3. | twa   | + | wɛrɛ    | → | twawɛrɛ   | = "afiado" |
|    | dente |   | ser.bom |   |           |            |

#### Flexão de número
No Tapayuna, a flexão de número é realizada pela adição do sufixo de plural {-je} no nome. Exemplos:
| 1. | ŋɡʌtɨrɛj | "criança" | → | ŋɡʌtɨrɛj + -je | = crianças |
| 2. | we͂wɨ     | "homem"   | → | we͂wɨ + -je     | = homens   |

### Verbo

#### Tempo e aspecto verbal
Na língua Tapayuna, há 2 formas verbais que possuem ligação direta com o tempo verbal. São elas a "Forma Longa" e a "Forma Curta", sendo que a primeira acontece em oração com tempo futuro, aspectos progressivos e frases negativas e a segunda ocorre em orações com tempo não futuro e orações declarativas não negativas. Essas formas ocorrem em várias outras línguas Jê.
|          | Formas Longas | Formas Curtas | Português |
| -------- | ------------- | ------------- | --------- |
| Exemplos | wı͂rı͂          | wı͂            | matar     |
| Exemplos | ŋgɛrɛ         | ŋhrɛ          | dançar    |
| Exemplos | ke͂re͂          | khre͂          | comer     |
| Exemplos | wɨrɨ          | wɨ            | pegar     |

Assim como em outras línguas Jê, há algumas exceções a essa caracterização. Exemplos:
| Formas Longas | Formas Curtas | Português |
| ------------- | ------------- | --------- |
| kura          | kura          | bater     |
| -õn           | -õrõ          | dormir    |
| wot           | wəj           | chegar    |

##### Tempo
A modificação temporal e de aspecto no Tapayuna acontece por meio de partículas e outros recursos, os quais:
- ocorrem fixas em uma posição na oração;
- não são flexionáveis;
- não ocorrem isoladas do enunciado.

Até 2015, foi constatada a existência de duas partículas de tempo na língua, sendo elas também encontradas no Kı͂sêdjê. São elas:
- wã: marca o tempo futuro e sempre ocorre no final da frase
- he͂n ou Ø: marca o tempo não futuro e sempre ocorre no início de orações declarativas, negativas e interrogativas. A partícula {he͂n} marca mais especificamente o passado.

| wã                               | he͂n | Ø                        |
| -------------------------------- | --- | ------------------------ |
| Marca o tempo futuro             | Marca o tempo não futuro                                                                                           | Marca o tempo não futuro |
| Sempre ocorre no final da oração | Ocorre sempre no início de orações declarativas, negativas e interrogativas. Marca mais especificamente o passado. |                          |

Exemplos com as partículas {wã} e {he͂n}:
| 1. | i-              | wot                  | wã  |                      |
|    | 1SG             | chegar (forma longa) | FUT |                      |
|    | "eu chegarei"   |                      |     |                      |
|    |                 |                      |     |                      |
| 2. | he͂n             | wa                   | arə | wəj                  |
|    | PASS            | 1SG                  | já  | chegar (forma curta) |
|    | "eu já cheguei" |                      |     |                      |

##### Aspecto verbal
Em relação ao aspecto dos verbos (a propriedade dos verbos que indica o estágio de desenvolvimento da ação na hora da fala) em Tapayuna, existem três aspectos documentados e listados abaixo:
- Progressivo: se refere a algo que está em progresso. É marcado pelos verbos posicionais ta ("em pé") e ɲɨ̃ ("sentado") ou pelo verbo the e wõ "ir".

| 1. | ka                          | -n      | ka  | waj   | tɔ   | ta       |
|    | 2SG                         | TOP     | 2SG | ouvir | CAUS | V.POSIC. |
|    | "você está ouvindo (em pé)" |         |     |       |      |          |
|    |                             |         |     |       |      |          |
| 2. | hukhrɛ                      | tərə    | thẽ |       |      |          |
|    | canoa                       | afundar | ir  |       |      |          |
|    | "a canoa está afundando"    |         |     |       |      |          |

- Habitual: se refere a um estado de coisas habitual, de costume. É marcado pelas partículas {kwã} e {kãw} (às vezes simultaneamente) ou pelo advérbio wiri ~wit "sempre".

| 1. | Nayara                                 | ra | kwã   | aɲı͂    | kahrı͂      | kere |
|    | NPR                                    | MS | HAB   | REFL   | ser.triste | NEG  |
|    | "Nayara não é triste (nunca é triste)" |    |       |        |            |      |
|    |                                        |    |       |        |            |      |
| 2. | itha                                   | ra | ithaj | wit    | nra        |      |
|    | DEM                                    | MS | aqui  | sempre | vir        |      |
|    | "ele vem sempre aqui"                  |    |       |        |            |      |

- Completivo: se refere a uma ação já finalizada. É marcado pelo verbo hwa "terminar", que aparece após o verbo principal. Na maioria das vezes tem-se a presença do marcador arə "já".

| wa             | arə | i-  | wərə   | hwa   |
| 1SG            | já  | 1SG | chorar | COMPL |
| "eu já chorei" |     |     |        |       |

#### Modo
O Kajkwakhratxi conta com apenas dois modos documentados: o imperativo e o exortativo.

##### Modo imperativo
O modo imperativo é marcado pela partícula hrik, que deve aparecer no início da oração. Exemplo:
| hrik     | ɲghrɛ  |
| IMP      | dançar |
| "dance!" |        |

##### Modo exortativo
O modo exortativo (referente a estimular ou convencer) é marcado pela partícula haru, que aparece normalmente no início da oração. Ela também pode ocorrer junto à partícula hrik, que indica imperativo. Exemplos:
| 1. | haru                            |     |      |     |        |          |
|    | EXO                             |     |      |     |        |          |
|    | "vamos!"                        |     |      |     |        |          |
| 2. | haru                            | ko  | hrik | wa- | ɲgɛrɛ  | hwa      |
|    | EXO                             | 1+2 | IMP  | 1PL | dançar | terminar |
|    | "nós vamos terminar de dançar!" |     |      |     |        |          |

### Sentença

#### Ordem da frase
A ordem básica da frase no Tapayuna é sujeito-objeto-verbo (SOV) nas orações transitivas e sujeito-verbo (SV) nas orações intransitivas.

#### Alinhamento
O alinhamento das frases na língua é parcialmente Nominativo-Acusativo e parcialmente Ergativo-Absolutivo, a depender da classe gramatical dos sujeitos e objetos e dos tipos de orações. A primeira divisão para classificação é feita a partir das diferentes classes gramaticais usadas: pronomes ou nominais.

##### Alinhamento envolvendo pronomes
Ao se usar pronomes como sujeito das orações, a marcação de caso pode ser feita das duas formas, dependendo do tipo de oração.
- orações não negativas e com tempo não futuro: o sujeito de verbos intransitivos (S) e transitivos (A) deve ser um pronome independente. Porém, o pronome usado para codificar objeto de orações transitivas (O) deve ser dependente. Por isso se configura um sistema de marcação de caso Nominativo-Acusativo (S=A≠O). Exemplos:

|    |              |     | S    |        |     |
| 1. | wa           | -n  | [wa] | ŋghrɛ  |     |
|    | 1SG          | TOP | 1SG  | dançar |     |
|    | "eu dancei"  |     |      |        |     |
|    |              |     | A    | O      |     |
| 2. | wa           | -n  | [wa] | [a-]   | wũ  |
|    | 1SG          | TOP | 1SG  | 2SG    | ver |
|    | "eu vi você" |     |      |        |     |

- orações no tempo futuro, no progressivo e negativas: o sujeito de verbos transitivos (A) é marcado com pronome dependente prefixado à posposição de marcação de caso ergativo {rɛ}. Já o objeto de orações transitivas (O) aparece igual ao sujeito de orações intransitivas (S), apenas como pronome dependente. Assim, se configura um sistema de marcação de caso Ergativo-Absolutivo (S=O≠A). Exemplos:

|    |                       | S    |        |       |     |      |
| 1. | wa                    | [i-] | thɨk   | wã    |     |      |
|    | 1SG                   | 1SG  | morrer | FUT   |     |      |
|    | "eu morrerei"         |      |        |       |     |      |
|    |                       |      |        | O     |     |      |
| 2. | ka                    | -r   | ka     | [i-]  | wu͂  | kere |
|    | 2SG                   | TOP  | 2SG    | 1SG   | ver | NEG  |
|    | "você que não me viu" |      |        |       |     |      |
|    | A                     |      |        |       |     |      |
| 3. | [i-                   | -rɛ] | uhʌtʃi | wı͂rı͂  | wã  |      |
|    | 2SG                   | ERG  | anta   | matar | FUT |      |
|    | "você matará anta"    |      |        |       |     |      |

##### Alinhamento envolvendo nominais
Quando o sujeito é um nominal (substantivos, nomes pessoais etc), o sujeito de orações intransitivas (S) e de orações transitivas (A) é marcado com a partícula {ra}, que seria uma marcação de sujeito. Já o objeto de orações transitivas não tem marcação e pode ser um pronome dependente ou um nominal. Logo, se configura um sistema de marcação de caso Nominativo-Acusativo (S=A≠O). Exemplos: 
|    | A                            | A   | O     |         |         |
| 1. | [Nayara                      | ra] | [rɔw] | kura    |         |
|    | NPR                          | MS  | onça  | bater   |         |
|    | "Nayara bateu no cachorro"   |     |       |         |         |
|    | Sa                           |     |       |         |         |
| 2. | [ŋgʌtɨrɛ                     | -je | ra]   | witine͂  | kathərə |
|    | criança                      | PL  | MS    | brincar | sempre  |
|    | "as crianças brincam sempre" |     |       |         |         |

#### Frases condicionais
A condição em uma frase é estabelecida pela adição da partícula {kot} no início da frase. Exemplo:
| kot                                                                             | wa  | Kajkwakhraktʃi | kawe͂re͂ | rɔ   | hwı͂totok | ket | ne͂   | ke   | waj   | kere |
| COND                                                                            | 1SG | NPR            | língua | CAUS | estudar  | NEG | CONJ | CONJ | saber | NEG  |
| "se eu não estudar a língua dos Kajkwakhraktʃi, eu não vou saber/ vou aprender" |     |                |        |      |          |     |      |      |       |      |

## Vocabulário e exemplos

### Numeração
O sistema numeral em Tapayuna é de base dois. Desse modo, a expressão numérica se dá a partir de duas palavras básicas wɨti, tɔ̃ti ‘um’ e ajkhruru ‘dois’ que fazem combinações entre si, com a conjunção aditiva nẽ.
| Tapayuna                                             | Português | Tradução Literal                 |
| ---------------------------------------------------- | --------- | -------------------------------- |
| wɨti                                                 | um        | um                               |
| ajkhruru                                             | dois      | dois                             |
| ajkhrut nẽ wɨti                                      | três      | dois e um                        |
| ajkhrut nẽ ajkhruru                                  | quatro    | dois e dois                      |
| ajkhrut nẽ ajkhrut nẽ wɨti                           | cinco     | dois e dois e um                 |
| ajkhrut nẽ ajkhrut nẽ ajkhruru                       | seis      | dois e dois e dois               |
| ajkhrut nẽ ajkhrut nẽ ajkhruru nẽ wɨti               | sete      | dois e dois e dois e um          |
| ajkhrut nẽ ajkhrut nẽ ajkhrut nẽ ajkhruru            | oito      | dois e dois e dois e dois        |
| ajkhrut nẽ ajkhrut nẽ ajkhrut nẽ ajkhruru nẽ wɨti    | nove      | dois e dois e dois e dois e um   |
| ajkhrut nẽ ajkhrut nẽ ajkhrut nẽ ajkhrut nẽ ajkhruru | dez       | dois e dois e dois e dois e dois |

### Narrativa
Narrativa: We͂thõ wɨ ra kawe rɔwtxi (O homem que virou onça)
Especialista: Hwı͂kʌ Tapayuna. Transcrição: We͂groj Tapayuna.
| Tapayuna |
| --- |
| We͂thõ wɨ ra ihrõ we͂ khra we͂ wʎ kot wõ ne͂ aja aɲı͂ wã rikto tikhrɛ tı͂rɛt tı͂hwet ne͂ ajkã ɲɨ̃.wã kʎrʎ wa. Akawʎt the͂ ɲĩ ndʒet ra hrõ tʎt nõ nrõ wã kʎrʎ wa ne͂ ɲĩ ndʒet ra nɔkʎtha hrõ wã kawe͂re͂. The͂w ne͂ irɛ nro wı͂rı͂ kowarɛ ke͂re͂ rɔ, wa tʎ kuru tʎ ket ra wu͂ ne͂ ɲĩ hrõ ra kuwã kawe͂re͂, ɲĩ twərə the͂. Ne͂ ɲĩ the͂ awu͂ wəj ɲĩ hrõ we͂ khra ra ajthot rɔ nõ. Ne͂ thɔre kuwe rɔwtʃi, nɔkhrɛ rɔ kanrɔtʃi ne͂ hrõ w~kawe͂re͂, ne͂ ɲĩ hrõ ra kuthã kuwã kawe͂re͂ kere. Rɔwtʃi ra tõt ka karõrõ rɔ nõ. Ne͂ ɲĩ hrõ ra nokʎthat ndʒet wu͂, khra wã kawe͂re͂ ajkathɔt wʎ wã ajhrõt ne͂ the͂. Ne͂ ɲĩ ndʒet ra kuwe rɔwtʃi ra nɔkʎtha, thət khra we͂ hrõ jariri, ne͂ ɲĩ ket rɛ, ajkwã kathɔrɔ ket. Ne͂ ɲĩ wɨt ra thət ne͂ rɛ ɲĩ ajkot aknɔt the͂ ne͂ thət khra, we͂ hrõ jarit rɔ nhɨ̃ ɲĩ akatʃi the͂. Rɔwtʃi ra thət hwı͂ kutʃere rɔ the͂ ɲĩ hɨ̃ na ajthe͂ ne͂ ɲĩ hwı͂ ra ajtare͂j kere, ne͂ ɲĩ rɔwtʃi ra tɨ̃kɔw ra hwı͂ kake, ne͂ ɲĩ na we͂ khra ra ajŋghrwa hwa rɔ kəjru͂w kuwe aknɔt ɲɨ̃ rɔwtʃi ra ajka rõ wu͂. Ne͂ kã ajkwã katjɔt ajkukija: — He͂n kaj aɲĩ thot atha ra awi? Ne͂ ɲĩ hrõ ra hõj rɔ kawe͂re͂: Thawit wa irɛ awã katʎt we͂j karɛ wɨrɨ warɛ aɲĩ kwərə arɔ itʎ wiri wã. Rɔwtʃi ra katʎt wɨ ɲĩ thorɛ ajthɔ tʎwiri rɔ the͂, ne͂t arə ajkawe tho wã, ne͂ ɲĩ hrõ ra ajkwã atʎt khrã tha ɲĩ rɔwtʃi ra ahwaj wã the͂t athɛnthɛk wã atʎ. Ne͂ ɲĩ tʎk kunı͂ na we tı͂ri kuwã kathɔ. Rɔwtʃi ran a wã kawe͂re͂. — Ko ajwe͂t wu͂, ɲu͂w kot thərə. Rɔwtʃi ra kwã thət jakhrɛ, ne͂ ɲĩ na ra kuwã tuwa kere. Ne͂ ɲĩ na ra aɲĩ hõj rɔ kuwã thət jakhrɛ ne͂ tatej we͂ khrat we͂, ne͂ ɲĩ rɔwtʃi ra aknɔt the͂t hwykakhrɛ wã atʎ. |

| Tradução |
| --- |
| O homem que virou onça Um homem, sua mulher e seu filho foram caçar no mato. Eles fizeram uma casinha de palha de inajá para ficar. Quando anoiteceu o homem deitou com sua mulher e ouviu um canto de um tipo de sapo grande e acordou a sua mulher e falou para ela: — Vou matar esse sapo para nós comermos por que não jantamos nada. A mulher falou para ele ir. Ele foi e quando voltou, sua mulher e seu filho estavam dormindo e ele começou a virar onça. A cara dele ficou cheia de sangue e ele chamou a sua mulher, mas ela não respondeu nada. Então ele dormiu e começou a roncar. Quando a mulher dele acordou e viu o marido chamou o seu filho e saíram correndo para o mato. Quando o homem que virou onça acordou, procurou sua mulher, mas não a encontrou, já fazia meia hora que ela teria fugido. Ele esperou até amanhecer e foi procurar a mulher e o filho. Perguntou para algumas árvores, mas elas não respondiam e o homem onça arranhava as árvores com suas unhas. A mulher e o filho estavam escondidos num galho de buriti bem alto. O onça viu a sombra deles, encontrou os dois e perguntou: — Como vocês subiram até aí? Ela respondeu: — Vamos jogar um barbante vermelho e você pega que nós vamos puxar você até aqui. O onça segurou o barbante eles puxaram, quando já estava bem alto, a mulher cortou o barbante e o onça caiu e afundou na lama. Os pássaros procuraram pelo homem que virou onça até encontrar. Depois ele encontrou a chuva. Ele falou para a chuva: — Vamos ver quem tem mais força. O onça mostrou a força dele e a chuva não teve medo. Então a chuva mostrou a força dela com raios e trovões. O onça fugiu e se escondeu num buraco. |